# Iffeldorf
Iffeldorf es un municipio situado en el distrito de Weilheim-Schongau, en el estado federado de Baviera (Alemania). Tiene una población estimada, a finales de 2020, de 2723 habitantes.
Está ubicado al sur del estado, en la región de Alta Baviera, en la vertiente norte de las estribaciones de los Alpes, cerca de la orilla del río Lech —un afluente derecho del Danubio— y de la frontera con Austria.